# Patrício da Silva
Patrício da Silva, O.S.A., portugalski duhovnik, škof in kardinal, * 5. oktober 1756, Leiria, † 3. januar 1840.

## Življenjepis
21. decembra 1780 je prejel duhovniško posvečenje.
21. februarja 1820 je bil imenovan za škofa Évore; škofovsko posvečenje je prejel 30. aprila istega leta.
27. septembra 1824 je bil povzdignjen v kardinala.
13. marca 1826 je bil imenovan za patriarha Lizbone.
Umrl je 3. januarja 1840.